# Fédération cycliste et athlétique de France
La Fédération cycliste et athlétique de France (FCAF) est une fédération sportive française du début du XXe siècle. Elle est issue d'une scission de l'Union Vélocipédique de France, et est entièrement consacrée au cyclisme initialement.
Elle s'ouvre ensuite aux sports athlétiques et met en place un championnat de France de football en 1906, les clubs qui la composent accueillant désormais majoritairement une section football. Elle est surtout représentée dans le Nord, en Gironde et région parisienne. 
Dénommée Fédération Cycliste des Amateurs de France à sa création, elle devient Fédération cycliste et athlétique de France en 1911 .
Le Championnat de France de football (FCAF) se tient annuellement des saisons 1905-1906 à 1913-1914. 
La FCAF est membre du Comité français interfédéral et le vainqueur du Championnat de France FCAF dispute le Trophée de France.